# The Alan Parsons Project
Pour les articles homonymes, voir APP.
The Alan Parsons Project, parfois abrégé APP, est un groupe britannique de rock progressif, originaire de Glasgow, en Écosse et formé à St John's Wood en Angleterre. En exercice entre 1975 et 1990, il est formé par le pianiste et auteur-compositeur Eric Woolfson et par l'ingénieur du son et producteur Alan Parsons.

## Historique

### Origines
Alan Parsons fait la rencontre d'Eric Woolfson en 1974 aux Studios Abbey Road situés à St John's Wood, un quartier londonien de la cité de Westminster. Il avait déjà travaillé comme ingénieur du son sur les albums des Beatles Abbey Road en 1969 et Let It Be en 1970 ainsi que sur The Dark Side of the Moon de Pink Floyd en 1973. Cet album, par la qualité du son, a longtemps été une référence pour les vendeurs de chaînes HI FI pour tester le matériel auprès du public.
Eric Woolfson travaillait alors comme pianiste de session mais était également compositeur et avait écrit des compositions pour un album basé sur l'œuvre d'Edgar Allan Poe. Alan Parsons, quelque peu frustré de n'être que producteur pour d'autres artistes, décide de s'associer avec Woolfson pour fonder son propre groupe, The Alan Parsons Project.

### Succès croissant
Après avoir signé pour le label 20th Century Records, l'album Tales of Mystery and Imagination est réalisé en 1976 d'après l'idée et les compositions d'Eric Woolfson. Andrew Powell y a été associé, comme d'ailleurs sur plusieurs autres albums par la suite afin de réaliser toutes les parties dites « classiques » tant au niveau des cordes que des cuivres. L'album est bien reçu par le public (il atteint notamment le Top 40 du Billboard 200), permettant au groupe de signer un contrat avec un grand label, Arista Records, ce qui le lance vraiment. 
La notion de groupe est cependant toute relative puisque Alan Parsons et Eric Woolfson en sont les seuls membres permanents, Woolfson étant d'ailleurs le compositeur et musicien principal, Alan Parsons se concentrant plus sur l'enregistrement, la production et la créativité technique. De nombreux musiciens et chanteurs prennent part aux différents albums, qui sortent alors au rythme d'un par an, connaissant un succès croissant un peu partout sur la planète. Dans ce cadre, le chanteur Lenny Zakatek, le guitariste Ian Bairnson, le bassiste David Paton, le claviériste, arrangeur et chef d'orchestre Andrew Powell, le batteur Stuart Elliott sont des membres réguliers du groupe et participent à tous les albums (exceptés les deux premiers pour Elliot, le premier pour Zakatek et les albums Ammonia Avenue et Vulture Culture pour Powell). John Miles (1949-2021) participe à l’enregistrement de quatre albums et Gary Brooker apparait sur Stereotomy.

### Renommée internationale
Mais le point culminant du succès rencontré par la formation se situe entre 1982 et 1984, époque à laquelle deux chansons, Eye in the Sky (de l'album homonyme, en 1982) et Don't Answer Me (de l'album Ammonia Avenue, en 1984) deviennent de grands tubes internationaux (comme notamment en Amérique du Nord, où le groupe jouit d'une grande notoriété depuis déjà plusieurs années). Par la suite, APP connaît moins de succès, tout en conservant une renommée certaine, jusqu'à ce qu'Eric Woolfson prenne ses distances à la fin des années 1980.
En revanche, le groupe n'a paradoxalement jamais connu un tel succès sur ses terres natales (le Royaume-Uni), où aucun de ses albums ou singles n'a atteint le Top 20.
The Alan Parsons Project enregistre dix albums studio de 1976 à 1990, vend plus de 45 millions d'albums, est nommé neuf fois aux Grammy Awards et reçoit plus de cinquante disques d'or et de platine mais ne s'est jamais produit en concert, sauf le 25 octobre 1990, lors d'un miniconcert de sept titres, dans le cadre des Night of the Proms au  Sportpaleis de Merksem à  Anvers, avec pour chanteurs Lenny Zakatek et Gary Brooker.
APP est aussi connu pour ses compositions instrumentales, comme I Robot (de l'album éponyme, en 1977) et aussi Mammagamma, instrumental presque entièrement composé et joué sur un Fairlight CMI, première station de travail pour enregistrer et modifier des sons, ou Sirius, instrumental présent sur l'album Eye in the Sky, qui est utilisé par plusieurs équipes sportives d'Amérique du Nord (notamment de football américain) afin d'accompagner leur entrée dans les stades.

### L'après APP
Après le départ d'Eric Woolfson à la fin des années 1980, Alan Parsons abandonne le Project pour ne plus se produire que sous son propre nom d'Alan Parsons, en conservant le guitariste, le batteur et l'arrangeur de l'ancienne formation. La nouvelle formation se produit en concert (ce que APP n'avait fait qu'une unique fois) sous le nom de The Alan Parsons Live Project.
La formation actuelle de The Alan Parsons Live Project comprend : le chanteur P.J. Olsson, le guitariste Jeffrey Kollman, le batteur Danny Thompson,  le claviériste Tom Brooks, le bassiste Guy Erez, le chanteur et saxophoniste Todd Cooper, et le guitariste et chanteur Dan Tracey. En 2013, le groupe joue à Medellin en Colombie avec un orchestre et une chorale en tant que "Alan Parsons Symphonic Project". Une version de ce concert est éditée en 2-CD et en DVD en mai 2016.
Après avoir mis un terme à sa collaboration avec Alan Parsons, Eric Woolfson se lance dans une carrière solo. Il publie entre autres l'album Poe: More Tales of Mystery and Imagination en 2003, suivi de The Alan Parsons Project That Never Was et de Edgar Allan Poe: A Musical, tous deux en 2009. Il meurt d'un cancer le 2 décembre 2009 à Londres, à l'âge de 64 ans.
Le 7 avril 2023, le guitariste Ian Bairnson, qui a joué sur tous les albums d'APP, meurt à l'âge de 69 ans, après avoir souffert de démence.

## Discographie

### Albums studio
- 1976 : Tales of Mystery and Imagination
- 1977 : I Robot
- 1978 : Pyramid
- 1979 : Eve
- 1980 : The Turn of a Friendly Card
- 1982 : Eye in the Sky
- 1984 : Ammonia Avenue
- 1985 : Vulture Culture
- 1986 : Stereotomy
- 1987 : Gaudi

### Compilations
- 1983 : The Best of The Alan Parsons Project
- 1987 : The Best of The Alan Parsons Project Vol.2
- 1988 : The Instrumental Works
- 1989 : Pop Classics
- 1991 : Anthology
- 1992 : The Best of the Alan Parsons Project
- 1995 : The Very Best of: Live
- 1997 : The Definitive Collection
- 1998 : Gold Collection
- 1999 : Master Hits: The Alan Parsons Project
- 2002 : Love Songs
- 2004 : Ultimate The Alan Parsons Project
- 2005 : Silence and I: The Very Best of the Alan Parsons Project
- 2007 : The Essential Alan Parsons Project
- 2010 : The Collection
- 2014 : The Complete Albums Collection (contient tous les albums du Project de Tales of Mystery and Imagination en 1976 jusqu'à Gaudi en 1987. Contient aussi l'album « fantôme » du Project, The Sicilian Defence, resté inédit depuis sa création en 1979 jusqu'à la parution de ce coffret de onze CD).

### Singles
| Album                            | Titre |
| -------------------------------- | --- |
| Tales of Mystery And Imagination | 1. (The System of) Dr. Tarr and Professor Fether / A Dream Within a Dream 2. The Raven / The Fall Of The House of Usher 3. To One in Paradise / The Cask of Amontillado |
| I Robot                          | 1. I Robot / Some Other Time 2. I Wouldn't Want To Be Like You / Nucleus 3. Don't let it Show / I Robot 4. Day after day / Breakdown                                    |
| Pyramid                          | 1. What Goes Up / Hyper-Gamma-Spaces 2. Pyramania / Hyper-Gamma-Spaces 3. Hyper-Gamma-Spaces / The Eagle Will Rise Again                                                |
| Eve                              | 1. Lucifer / I'd Rather Be a Man 2. Damned If I Do / You Lie Down With Dogs 3. You Won't Be There / Secret Garden                                                       |
| The Turn Of A Friendly Card      | 1. The Turn Of A Friendly Card / May Be a Price to Pay 2. Time / The Gold Bug 3. Games People Play / The Ace of Swords 4. Snake Eyes / I Don't Wanna Go Home            |
| Eye In The Sky                   | 1. Eye In The Sky / Gemini 2. Old And Wise / You're Gonna Get Your Fingers Burned 3. Psychobabble / Children of the Moon                                                |
| Ammonia Avenue                   | 1. Prime Time / Let Me Go Home 2. Don't Answer Me / You Don't Believe 3. Ammonia Avenue / ?                                                                             |
| Vulture Culture                  | 1. Let's Talk About Me / Hawkeye 2. Days Are Numbers (The Traveller) / Somebody Out There 3. The Same Old Sun / Separate Lives                                          |
| Stereotomy                       | 1. Stereotomy / Urbania (Instrumental) 2. Limelight / In the Real World                                                                                                 |
| Gaúdi                            | 1. La Sagrada Familia / Paseo De Gracia 2. Closer To Heaven / Money Talks                                                                                               |

## Membres

### Membres fondateurs
- Alan Parsons : claviers, guitare acoustique, vocoder, projectron, producteur, ingénieur du son
- Eric Woolfson (†) : claviers, chœurs, chant, projectron, producteur

### Membres réguliers
- Ian Bairnson (en) (†) : guitares électriques et acoustiques, chœurs
- David Paton : basse, guitare acoustique, chœurs, chant
- Andrew Powell : claviers (1976), autoharpe (1978),  arrangements orchestraux et direction d'orchestre (1976-1982, 1986-1987)
- Stuart Tosh (en) : batterie, percussions, chœurs (1976-1977)
- Stuart Elliott (en) : batterie, percussions (1978-1987)
- Lenny Zakatek (en) : chant (1977-1987)

### Chanteurs invités
- Jack Harris (1976-1978)
- Colin Blunstone (1978, 1987)
- Chris Rainbow (†) (1980-1982)
- John Miles (†) (1976, 1978, 1982, 1984)
- Elmer Gantry (1985-1987)
- Arthur Brown, Terry Silvester, Leonard Whiting (1976)
- Steve Harley, Peter Straker, Jaki Whitren (1978)
- Dave Townsend (en) (1976, 1978)
- Dean Ford, Clare Torry, Lesley Duncan (†)  (1979)
- Mr. Laser Beam, Gary Brooker (†), Graham Dye (1985)
- Geoff Barradale (1987)

### Musiciens additionnels
- Billy Lyal : claviers, flûte, batterie, xylophone (1976)
- Christopher North, Francis Monkman : claviers (1976)
- Orson Welles, Leonard Whiting : narration (1976)
- Kevin Peek, Laurence Juber : guitare acoustique (1976)
- David Pak : guitare (1976)
- John Leach : percussions, cymbalum, kantele, chœurs (1976-1978)
- Daryl Runswick : basse, contrebasse (1976)
- Joe Puerta, Les Hurdle : basse (1976)
- Denis Clarke : saxophone, clarinette (1976)
- David Katz : violon, direction orchestre (1976)
- Davis Snale : harpe (1976)
- Burleigh Drummond : batterie, percussions (1976)
- Jane Powell : chœurs (1976)
- The english chorale : chœurs (1976-1978, 1982-1985)
- Bob Howes : direction chorale (1976-1978)
- Smokey Parsons : chœurs (1976-1977)
- Duncan Mackay : claviers (1977-1979)
- Hilary Western, John Perry, Stuart Calver, Tony Rivers, The new Philharmonia Chorus : chœurs (1977)
- Phil Kenzie : saxophone (1977)
- L'orchestre de l'opéra de chambre de Munich (1979-1980)
- Sandor Farcas : 1er violon (1979-1980)
- Mel Collins : saxophone, claviers (1982-1984)
- Richard Cottle : claviers, saxophone (1985-1987)
- Steven Dye : chœurs (1985)
- Laurie Cottle : basse (1987)
- John Heley : violoncelle (1987)
- David Cripp : cuivres (1987)

## Chronologie
Principaux chanteurs et musiciens